# Diamond Cats
Diamond Cats (z angličtiny doslova „Diamantové kočky“) byla česká čtyřčlenná dívčí skupina, která vystupovala pod tímto názvem od roku 2009. Nejvíce je známá jejich písnička „Showbyznys“ (hudbu i text napsala Nikol Davídková). Diamond Cats ukončily své vystoupení roku 2015 z důvodu odchodu jedné členky a snu holek stát se normálními teeneagerkami bez koncertů zkoušek a stresu.

## Historie
Skupina Diamond Cats vznikla rozpadem skupiny 5angels v roce 2009 v důsledku vnitřního konfliktu. Původní členky 5angels (Nikol, Týna, Kristýna) k sobě přibraly ještě Hanku, která původně tancovala v taneční skupině Kids Dalmateens a byla krátce ve skupině 5angels.
Skupina byla založena v září roku 2009. Jejich první vystoupení bylo na akci „První zvonění“ v Plzni v OC Palladium, kde zazpívaly a zatancovaly svoje první dvě písničky – „One, two step“ a „Den D“.
Za první dva měsíce jejich první videoklip „Showbyznys“ na YouTube vidělo přes 200 tisíc fanoušků. Na podzim roku 2013 se však Hana Hladíková rozhodla ukončit působení ve skupině a zbylé dívky se rozhodly, že bez ní nebudou dále pokračovat. Jejich poslední písní byla „Dream Boy“.

## Témata skladeb a vedení
Velichko M. Lozanov skupinu založil.[zdroj?]
Hlavními tématy většiny skladeb skupiny byly přátelství, láska, móda a lítost nad lidským neštěstím. Po hudební stránce skupinu vedla Nikol Davídková, která děvčatům skládala písničky a byla jejich učitelkou zpěvu. Po taneční stránce skupinu vedli instruktoři z taneční akademie Dance Academy Prague.

## Členky
- Nikol Šneiderová (narozená 7. 8. 1998)
- Kristýna Pecková (narozená 5. 3. 1999)
- Hana Hladíková (narozená 24. 4. 1999)
- Kristýna Šlingrová – Týna (narozená 9. 3. 2000)

## Diskografie

### Showbyznys(2010)
- „One, two step“ (2009)
- „Den D“ (2009)
- „Showbyznys“ (2009)
- „Čarodějky“ (2010)
- „Věřte nám“ (2010)
- „Láska je v nás“ (2010
- „Minimax“ (2010)
- „Dětská láska“ (2010)

### Karaoke DVD(2011)
- všechny předchozí
- „Odpusť mi“ (2010)
- „Dežaví“ (2011)

### Deja vu(limit. edice)
- „Dežaví“ (2011)
- „Diamond kočky jdou“ (2012)
- „One, two step“ (2012, nová verze)
- „Den D“ (2012, nová verze)

### Na dlani(2012)
- „Na dlani“ (2012)
- „Hvězda“ (2011)
- „Zrcadlo“ (2012)
- „Holiday“ (2012)
- „Odpusť mi“ (2011)
- „Dežaví“ (2011)
- „Minimax“ (2010)
- „Láska je v nás“ (2010)
- „Showbyznys“ (2009)
- „Den D“ (2009)
- „One, two step“ (2009)

### Nezařazeny
- „Hana Montana“ (2012, vytvořena spec. pro malé děti)